# 広島フォーク村
広島フォーク村（ひろしまフォークむら）とは、1968年11月、広島市の3つのフォーク団体が、合同で結成したアマチュアフォークサークル。日本のフォークの源流の一つである。最新の広島市の市史にも広島フォーク村は記述されている。

## 歴史
1968年の11月、吉田拓郎の「広島のフォーク集団を一つにできないか」という提案により、初代村長となった伊藤明夫と拓郎、蔭山敬吾の広島商科大学（現広島修道大学）の学生三人を中心に結成された。広島フォーク村は70年安保を控え、学生運動がピークに差しかかろうとした「政治の季節」に生まれた。拓郎は『月刊明星』1976年12月号のインタビューで「広島でフォーク村を組織したり、自分の居る場所を自分で作ってく。それがあの頃のオレたちのたった一つのやり方だったんだ」などと述べている。メンバーの中には「音楽で時代を動かしたい」という夢を持った者もいた。広島市内の喫茶店「ウインザー」に広島の各大学のフォークソング団体の代表者が集まったところから始まったとされてきたが、集まった喫茶店は2015年現在も同じ場所で営業を続ける「朝日珈琲サロン」と判明している。伊藤明夫は「広島フォーク村は大学のサークルではなく、当時広島にあったカワイ楽器系、ヤマハ系ともう一つの軽音楽の団体三つが、拓郎の『企業色のないもっと自由な団体を作ろう』という提案を受け出来たもの」と述べている。蔭山敬吾は「自分たちでつくった、自分たちのための発表の場、だったのだと思う」と述べている。村下孝蔵はミュージシャンたちだけが実際に住んでいる"村"があると思っていたといわれるが、内容は音楽サークルで、会費は特にとらず、当初は決まった集合場所すらなく、後にビル内の12畳ほどのスペースの溜まり場ができた。みんな学校の帰りに集合して、仲間同士でわいわい話し合ったり、ギターを弾いたりした。自由な場所だったといわれる。拓郎はいつも話題の中心にいたという。このビルが福屋の裏、堀川町にあった広島楽器センター。広島フォーク村をバックアップしたのは、広島楽器センターの店長・波佐本保男。広島生まれの波佐本は、航空特攻の予備兵である少年航空隊の一員として終戦を迎え、焼け野原になった広島で、"音楽は平和産業だから"という理由で楽器店を興した人だった。60年代後半は地元の広島大学を始め、日本中の大学や高校で学園闘争の嵐が吹き荒れた時代。波佐本は楽器や場所の提供の他、政治のために音楽を利用することを嫌った。時には警察などの介入から学生たちを守るなど物心両面でフォーク村を支援した。
1968年11月に第1回目の会合を行った後、同年暮れの12月23日に広島市青少年センターで開村コンサートが開かれた。拓郎は顧問という名目で参加したが、全てに於いて群を抜いており、実質的リーダーでその人気は凄まじく、拓郎の曲はレコード化されていないのに、広島のラジオでチャートインし、拓郎の曲を他のアマチュアがコピーする程だった。拓郎は高校時代から卓越したギターと歌が評判を呼び、大学入学直後から、毎年多くの音楽コンテストに出場し、入賞を続けていたが、なかなかプロになれない状況が続いており、いわば挫折していた時期だった。
1970年、当時吹き荒れていた学園闘争の上智大学全共闘のメンバーとアルバム『古い船をいま動かせるのは古い水夫じゃないだろう』を自主制作。1970年3月頃リリースされた盤は、東京と広島で関係者による手売りのみだったが、同年4月25日、エレックレコードからこのアルバムが全国発売されて有名となった。拓郎作品は「イメージの詩」、「マークⅡ」、「にわとりの小さな幸福」の3曲が収録されている（歌唱は「イメージの詩」のみ）。アルバムタイトル「古い船をいま動かせるのは古い水夫じゃないだろう」は「イメージの詩」の歌詞の一節から命名されている。その活動は一大ムーブメントを興し、この影響で各地に○○フォーク村が出来た。フォークが地方での音楽拠点として大学生層を中心に広まっていた時代に、最も有名で、抜きん出たアマチュア団体が広島フォーク村だった。1970年6月27日には、拓郎のプロデビューに合わせ、広島フォーク村の旗揚げコンサートが新宿厚生年金会館で開催され、広島発のフォークの波は東京にも進出し成功を収めた。司会は蔭山敬吾。最盛期には500人を超える規模だったといわれ、後に猫や風に参加する大久保一久や、愛奴を結成する浜田省吾や町支寛二らも在籍したが、やはり拓郎の上京とともに求心力を失い1971年5月に一旦解散した。主要メンバーはそれぞれの道を歩むようになり、村長だった伊藤明夫は就職が内定していたCBSソニーを辞め、エレックレコードに入社。拓郎と行動を共にし、のちに拓郎や泉谷しげる、古井戸のマネージャーを務めた。蔭山敬吾はCBSソニーに入社しのちに、愛奴をプロデビューさせた。また拓郎は1971年にフォーク村の後輩を呼んで3人組のミニバンドを結成しており、1971年に発表された拓郎の2ndアルバム『よしだたくろう オン・ステージ ともだち』の後編はミニ・バンドの演奏である。
その後も何度か再結成され、村下孝蔵や上綱克彦、原田真二らも在籍した事がある。元19の岡平健治の父親もメンバーだったという。
蔭山敬吾は「フォークソング同好会というより、ポップ・ミュージックが大好きな集団だった。フォーク村といいながらも、ロックもR&Bもブルースもありで、ジャンルの壁など何もなかった。それが吉田拓郎という稀代のシンガー・ソングライターを輩出した、広島フォーク村というネットワークだった」などと述べている。高校一年だった1970年にアルバム『古い船をいま動かせるのは古い水夫じゃないだろう』にザ・グルックスとしてオリジナル曲が収録された町支寛二は、「考えてみれば、あの時代に自分たちでイベントを計画して実行していたというのは珍しかったですよね。大学生が運営してくれたんで、僕らは、それが普通のことのように受け止めてましたから、恵まれていた環境でもあったんでしょうね。他の街ではオリジナルを作っても発表も出来なかったでしょうし。中国放送のスタジオを借りて一発録りでレコーディングしたんですけど（他のアルバム楽曲は全て東京のスタジオ）、普通の高校生の演奏がレコードになるなんて、有り得ないことですよ」、「広島フォーク村がなければ今の自分はない。当時の大学生のお兄さん、お姉さんには一生頭があがらない」などと話し、同じザ・グルックスのメンバーだった高橋信彦は「ああいうのは全国どこにでもあるんだと(当時は)思っていました」、「地方の広島で、日本のフォーク史の最初期を体験できたことは奇跡。自分にとって誇りです」などと話している。広島のような地方都市に他所に先んじて、このような音楽団体が生まれた理由については、町支は「被爆があったから、という人もいますけど、広島には独特な人の繋がりがありますよね。音楽で言えばFEN（岩国放送）が聴けた、ということもあるのかな。流行にめざといヤツが多かった、ということなんでしょうか」などと解説している。
2007年10月から2008年3月までCSで放送された"日本のフォーク・ムーブメント"の原点を旅する『なぎら健壱の音楽紀行「フォークの旅路」』では、その第1弾放送として広島フォーク村を紹介した「広島編」が放送された。
作家の田家秀樹が本項とも関係する吉田拓郎のアマチャア時代のバンド・ダウンタウンズをモチーフにした『小説・吉田拓郎・いつも見ていた広島～ダウンタウンズ物語』（小学館）を2007年に刊行した際、広島フォーク村の関係者から「広島フォーク村を続編で書いて欲しい」という要望が届いた。田家は「東京にすらなかった新しい動き。日本全体が転換点にあったあの時代を象徴する」「戦後の音楽史に残る謎めいた存在」などと興味を持ち、親交のある重松清からも背中を押され、広島と東京で取材を重ねて、中国新聞日曜版に2008年8月3日から12月21日まで全21回で「小説広島フォーク村」を連載した。タイトルは"小説"ながら、限りなく実話に近づいたと田家は述べている。広島フォーク村は学生主体のアマチュア活動だったこともあり、田家の取材当時は記録はほとんど残っていなかった。田家は父親が通信社のスポーツ記者時代に広島カープを担当したこともあり、田家もその影響でカープファンになったという。吉田拓郎や浜田省吾に関する著書や取材も多く、広島にも縁が深いと自身で述べている。広島の音楽関係者もそれを知っていることから、中国新聞の取材で尋ねた際も、関係者から多くの資料を提供されたという。

## 作品
アルバム
- 『古い船をいま動かせるのは古い水夫じゃないだろう』(1970年)